# Championnats pan-pacifiques 2010
Navigation
Édition précédente Édition suivante
La onzième édition des Championnats pan-pacifiques se déroule du 18 au 22 août 2010 à Irvine aux États-Unis. Déjà hôte de l'édition 2010 des Championnats des États-Unis au début du mois d'août, le Complexe aquatique William Woollett Jr. accueille pour la première fois l'événement quadriennal en ce qui concerne les quarante épreuves de natation sportive tandis que la nage en eau libre se déroule au Long Beach Marine Stadium, un bassin artificiel d'aviron distant de cinquante kilomètres.
En plus des quatre pays fondateurs que sont les États-Unis, pays hôte de la compétition pour la deuxième fois, l'Australie, le Canada et le Japon, l'ensemble des pays non membres de la Ligue européenne de natation peuvent participer à cette compétition. C'est ainsi que vingt-et-un pays présentent une délégation qui ne peut excéder soixante nageurs à Irvine.
Les pays participant à cette édition 2010 sont donc l'Afrique du Sud, l'Australie, le Brésil, le Canada, le Chili, la Chine, la Corée du Sud, l'Équateur, les États-Unis, Hong Kong, le Japon, les Îles Caïman, la Nouvelle-Zélande, la Papouasie-Nouvelle-Guinée, le Pérou, les Philippines, Singapour, Taïwan (concourant sous la dénomination Chinese Taipei), Trinité-et-Tobago, la Tunisie et le Zimbabwe.
Parrainée par l'entreprise Mutual of Omaha qui accole sa marque à la dénomination officielle des championnats (2010 Mutual of Omaha Pan Pacific Swimming Championships), la compétition est organisée par l'instance américaine suprême de la natation, USA Swimming.

## Podiums

### Nage en eau libre
Troisième et quatrième de l'épreuve féminine du 10 km, les Américaines Emily Brunemann et Haley Anderson ne sont pas récompensées en vertu de la règle stipulant que seuls deux représentants d'un même pays peuvent accéder au podium. L'Australienne Melissa Gorman, cinquième de la course, hérite donc du bronze.
| Épreuves        | Or                                              | Argent                                    | Bronze                                      |
| --------------- | ----------------------------------------------- | ----------------------------------------- | ------------------------------------------- |
| 10 km dames     | Christine Jennings États-Unis 2 h 0 min 33 s 83 | Eva Fabian États-Unis 2 h 0 min 35 s 76   | Melissa Gorman Australie 2 h 0 min 56 s 58  |
| 10 km messieurs | Chip Peterson États-Unis 1 h 56 min 0 s 02      | Fran Crippen États-Unis 1 h 56 min 2 s 74 | Richard Weinberger Canada 1 h 56 min 2 s 98 |

### Natation sportive

#### Femmes
| Épreuves               | Or | Argent | Bronze |
| Nage libre             | Nage libre | Nage libre | Nage libre |
| ---------------------- | --- | --- | --- |
| 50 m                   | Jessica Hardy États-Unis 24 s 63 (RC) | Amanda Weir États-Unis 24 s 70 | Victoria Poon Canada 24 s 76 |
| 100 m                  | Natalie Coughlin États-Unis 53 s 67 (RC) | Emily Seebohm Australie Dana Vollmer États-Unis 53 s 96                                                                                   | — |
| 200 m                  | Allison Schmitt États-Unis 1 min 56 s 10 (RC) | Morgan Scroggy États-Unis 1 min 57 s 13                                                                                                   | Blair Evans Australie 1 min 57 s 27 |
| 400 m                  | Chloe Sutton États-Unis 4 min 5 s 19 | Katie Goldman Australie 4 min 5 s 84 | Blair Evans Australie 4 min 6 s 36 |
| 800 m                  | Kate Ziegler États-Unis 8 min 21 s 59 | Chloe Sutton États-Unis 8 min 24 s 51 | Katie Goldman Australie 8 min 26 s 38 |
| 1 500 m                | Melissa Gorman Australie 16 min 1 s 53 | Kate Ziegler États-Unis 16 min 3 s 26 | Kristel Köbrich Chili 16 min 6 s 57 |
| Dos                    | | | |
| 50 m                   | Sophie Edington Australie 27 s 83 | Aya Terakawa Japon 28 s 04 | Emily Thomas Nouvelle-Zélande Fabiola Molina Brésil Rachel Bootsma États-Unis 28 s 44                                                                   |
| 100 m                  | Emily Seebohm Australie 59 s 45 (RC) | Aya Terakawa Japon 59 s 59 | Natalie Coughlin États-Unis 59 s 70 |
| 200 m                  | Elizabeth Beisel États-Unis 2 min 7 s 83 | Elizabeth Pelton États-Unis 2 min 8 s 10                                                                                                  | Belinda Hocking Australie 2 min 8 s 60 |
| Brasse                 | | | |
| 50 m                   | Jessica Hardy États-Unis 30 s 03 | Leiston Pickett Australie 30 s 75 | Leisel Jones Australie 30 s 78 |
| 100 m                  | Rebecca Soni États-Unis 1 min 4 s 93 (RC) | Leisel Jones Australie 1 min 5 s 66 | Sarah Katsoulis Australie 1 min 7 s 04 |
| 200 m                  | Rebecca Soni États-Unis 2 min 20 s 69 (RC) | Leisel Jones Australie 2 min 23 s 23 | Annamay Pierse Canada 2 min 23 s 65 |
| Papillon               | | | |
| 50 m                   | Marieke Guehrer Australie 25 s 99 (RC) | Emily Seebohm Australie 26 s 08 | Christine Magnuson États-Unis 26 s 33 |
| 100 m                  | Dana Vollmer États-Unis 57 s 56 | Christine Magnuson États-Unis 57 s 95 | Alicia Coutts Australie 57 s 99 |
| 200 m                  | Jessica Schipper Australie 2 min 6 s 90 | Teresa Crippen États-Unis 2 min 6 s 93 | Kathleen Hersey États-Unis 2 min 7 s 27 |
| Quatre nages           | | | |
| 200 m                  | Emily Seebohm Australie 2 min 9 s 93 (RC) | Ariana Kukors États-Unis 2 min 10 s 25 | Caitlin Leverenz États-Unis 2 min 11 s 21 |
| 400 m                  | Elizabeth Beisel États-Unis 4 min 34 s 69 | Samantha Hamill Australie 4 min 37 s 84                                                                                                   | Caitlin Leverenz États-Unis 4 min 38 s 03 |
| Relais                 | | | |
| 4 × 100 m nage libre   | États-Unis Natalie Coughlin (54 s 25) Jessica Hardy (53 s 43) Amanda Weir (53 s 85) Dana Vollmer (53 s 58) 3 min 35 s 11 (RC)                        | Australie Yolane Kukla (55 s 51) Emily Seebohm (53 s 86) Alicia Coutts (54 s 34) Felicity Galvez (54 s 35) 3 min 38 s 06                  | Canada Victoria Poon (54 s 46) Julia Wilkinson (54 s 60) Erica Morningstar (54 s 73) Geneviève Saumur (54 s 35) 3 min 38 s 14                           |
| 4 × 200 m nage libre   | États-Unis Dana Vollmer (1 min 58 s 05) Morgan Scroggy (1 min 57 s 89) Katie Hoff (1 min 58 s 70) Allison Schmitt (1 min 56 s 57) 7 min 51 s 21 (RC) | Australie Blair Evans (1 min 58 s 31) Kylie Palmer (1 min 58 s 01) Katie Goldman (1 min 58 s 19) Meagen Nay (1 min 58 s 13) 7 min 52 s 64 | Canada Geneviève Saumur (1 min 58 s 52) Julia Wilkinson (1 min 58 s 20) Barbara Jardin (1 min 58 s 46) Samantha Cheverton (1 min 59 s 14) 7 min 54 s 32 |
| 4 × 100 m quatre nages | États-Unis Natalie Coughlin (59 s 85) Rebecca Soni (1 min 5 s 35) Dana Vollmer (56 s 91) Jessica Hardy (53 s 12) 3 min 55 s 23 (RC)                  | Australie Emily Seebohm (59 s 34, RC) Leisel Jones (1 min 5 s 38) Alicia Coutts (57 s 86) Yolane Kukla (54 s 38) 3 min 56 s 96            | Japon Aya Terakawa (59 s 41) Satomi Suzuki (1 min 6 s 54) Yuka Kato (57 s 96) Haruka Ueda (53 s 84) 3 min 57 s 75                                       |

#### Hommes
| Épreuves               | Or | Argent | Bronze |
| Nage libre             | Nage libre | Nage libre | Nage libre |
| ---------------------- | --- | --- | --- |
| 50 m                   | Nathan Adrian États-Unis 21 s 55 (RC) | César Cielo Brésil 21 s 57 | Brent Hayden Canada 21 s 89 |
| 100 m                  | Nathan Adrian États-Unis 48 s 15 (RC) | Brent Hayden Canada 48 s 19 | César Cielo Brésil 48 s 48 |
| 200 m                  | Ryan Lochte États-Unis 1 min 45 s 30 | Park Tae-hwan Corée du Sud 1 min 46 s 27 | Peter Vanderkaay États-Unis 1 min 46 s 65 |
| 400 m                  | Park Tae-hwan Corée du Sud 3 min 44 s 73 | Ryan Cochrane Canada 3 min 46 s 78 | Zhang Lin Chine 3 min 46 s 91 |
| 800 m                  | Ryan Cochrane Canada 7 min 48 s 71 | Chad La Tourette États-Unis 7 min 51 s 62 | Takeshi Matsuda Japon 7 min 51 s 87 |
| 1 500 m                | Ryan Cochrane Canada 14 min 49 s 47 | Chad La Tourette États-Unis 14 min 54 s 48                                                                                                   | Zhang Lin Chine 14 min 58 s 90 |
| Dos                    | | | |
| 50 m                   | Junya Koga Japon 24 s 86 | Ashley Delaney Australie 24 s 98 | Nick Thoman États-Unis 25 s 02 |
| 100 m                  | Aaron Peirsol États-Unis 53 s 31 (RC) | Junya Koga Japon 53 s 63 | Ashley Delaney Australie 53 s 67 |
| 200 m                  | Ryan Lochte États-Unis 1 min 54 s 12 (RC) | Tyler Clary États-Unis 1 min 54 s 90 | Ryosuke Irie Japon 1 min 55 s 21 |
| Brasse                 | | | |
| 50 m                   | Felipe França Brésil 27 s 26 | Mark Gangloff États-Unis 27 s 52 | Scott Dickens Canada 27 s 63 |
| 100 m                  | Kosuke Kitajima Japon 59 s 35 | Christian Sprenger Australie 1 min 0 s 18 | Mark Gangloff États-Unis 1 min 0 s 24 |
| 200 m                  | Kosuke Kitajima Japon 2 min 8 s 36 (RC) | Brenton Rickard Australie 2 min 9 s 97 | Eric Shanteau États-Unis 2 min 10 s 13 |
| Papillon               | | | |
| 50 m                   | César Cielo Brésil 23 s 03 | Nicholas Santos Brésil 23 s 33 | Roland Schoeman Afrique du Sud 23 s 39 |
| 100 m                  | Michael Phelps États-Unis 50 s 86 (RC) | Tyler McGill États-Unis 51 s 85 | Takuro Fujii Japon 52 s 12 |
| 200 m                  | Michael Phelps États-Unis 1 min 54 s 11 | Nick D'Arcy Australie 1 min 54 s 73 | Takeshi Matsuda Japon 1 min 54 s 81 |
| Quatre nages           | | | |
| 200 m                  | Ryan Lochte États-Unis 1 min 54 s 43 (RC) | Tyler Clary États-Unis 1 min 57 s 61 | Thiago Pereira Brésil 1 min 57 s 83 |
| 400 m                  | Ryan Lochte États-Unis 4 min 7 s 59 (RC) | Tyler Clary États-Unis 4 min 9 s 55 | Thiago Pereira Brésil 4 min 12 s 09 |
| Relais                 | | | |
| 4 × 100 m nage libre   | États-Unis Michael Phelps (48 s 13, RC) Ryan Lochte (47 s 98) Jason Lezak (48 s 12) Nathan Adrian (47 s 51) 3 min 11 s 74                             | Australie Eamon Sullivan (49 s 19) Kyle Richardson (48 s 48) Cameron Prosser (48 s 38) James Magnussen (48 s 25) 3 min 14 s 30               | Afrique du Sud Lyndon Ferns (49 s 19) Gideon Louw (48 s 40) Roland Schoeman (49 s 95) Graeme Moore (48 s 39) 3 min 15 s 93                             |
| 4 × 200 m nage libre   | États-Unis Michael Phelps (1 min 45 s 62) Peter Vanderkaay (1 min 46 s 46) Ricky Berens (1 min 46 s 49) Ryan Lochte (1 min 45 s 27) 7 min 3 s 84 (RC) | Japon Takeshi Matsuda (1 min 47 s 08) Yuki Kobori (1 min 47 s 90) Yoshihiro Okumura (1 min 48 s 17) Sho Uchida (1 min 47 s 86) 7 min 11 s 01 | Australie Thomas Fraser-Holmes (1 min 47 s 70) Nicholas Ffrost (1 min 47 s 71) Kenrick Monk (1 min 46 s 82) Leith Brodie (1 min 48 s 82) 7 min 11 s 05 |
| 4 × 100 m quatre nages | États-Unis Aaron Peirsol (53 s 91) Mark Gangloff (1 min 0 s 45) Michael Phelps (50 s 58) Nathan Adrian (47 s 54) 3 min 32 s 48                        | Japon Junya Koga (53 s 87) Kosuke Kitajima (59 s 18) Masayuki Kishida (52 s 07) Takuro Fujii (48 s 78) 3 min 33 s 90                         | Australie Ashley Delaney (53 s 97) Christian Sprenger (1 min 1 s 21) Geoff Huegill (51 s 45) Kyle Richardson (48 s 92) 3 min 35 s 55                   |

## Tableau des médailles
| Rang  | Nation           | Or | Argent | Bronze | Total |
| ----- | ---------------- | -- | ------ | ------ | ----- |
| 1     | États-Unis       | 28 | 18     | 10     | 56    |
| 2     | Australie        | 6  | 15     | 11     | 32    |
| 3     | Japon            | 3  | 5      | 5      | 13    |
| 4     | Canada           | 2  | 2      | 7      | 11    |
| 5     | Brésil           | 2  | 2      | 4      | 8     |
| 6     | Corée du Sud     | 1  | 1      | 0      | 2     |
| 7     | Afrique du Sud   | 0  | 0      | 2      | 2     |
| 7     | Chine            | 0  | 0      | 2      | 2     |
| 9     | Chili            | 0  | 0      | 1      | 1     |
| 9     | Nouvelle-Zélande | 0  | 0      | 1      | 1     |
| Total | Total            | 42 | 43     | 43     | 128   |